# Estação Boucicaut
Boucicaut é uma estação da linha 8 do Metrô de Paris, localizada no 15.º arrondissement de Paris.
É uma das seis estações de metro a portar o nome de uma mulher, as outras cinco mulheres sendo Marguerite de Rochechouart, Louise Michel, Marie Curie, Amélie Lagache e Maria de Magdala, ou Maria Madalena.

## Localização
A estação está situada na avenue Félix-Faure, ao sul do cruzamento com a rue de la Convention.

## História
A estação foi aberta em 27 de julho de 1937.
Seu nome presta homenagem a um casal de filantropos Marguerite e Aristide Boucicaut. Aristide Boucicaut (1810-1877) desenvolveu uma mercearia para fazer a grande loja do Bon Marché. Sua esposa o secundou ativamente, assistido Pasteur e fundou o Hospital Boucicaut. O nome da estação faz eco ao do antigo hospital, hoje destruído, e da próxima rue Marguerite-Boucicaut.
Em 2011, 2 826 775 passageiros entraram nesta estação. Ela viu entrar 3 030 137 passageiros em 2013, o que a coloca na 178ª posição das estações de metrô por sua frequência.

## Serviços aos Passageiros

### Acessos
A estação tem quatro acessos nos números 107, 108 e 111 da rue de la Convention e do outro lado no nº 41 da avenue Félix-Faure.

### Plataformas

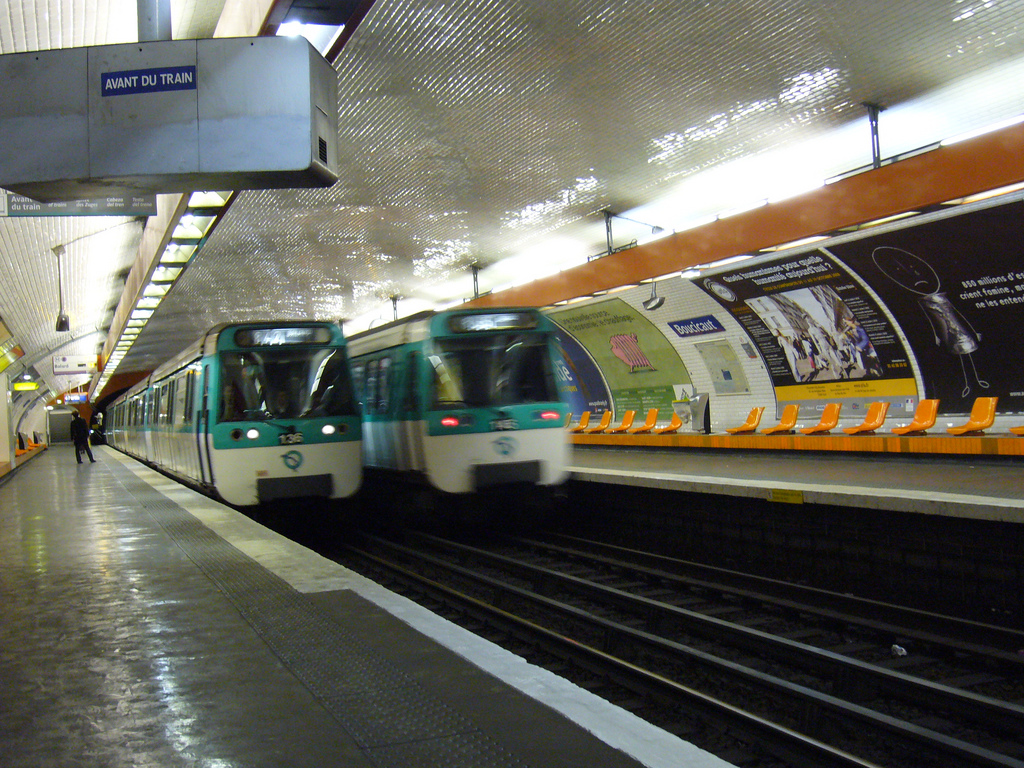
Dois MF 77 parados nas plataformas da estação.

Boucicaut é uma estação de configuração padrão: ela tem duas plataformas laterais, separadas pelas vias do metrô e a abóbada é elíptica. A decoração é de estilo "Andreu-Motte" com duas rampas luminosas laranjas, bancos e tímpanos cobertos com telhas laranjas planas, bem como assentos "Motte" da mesma cor. Estas instalações são casadas com telhas de cerâmica brancas biseladas que recobrem os pés-direitos, a abóbada e as saídas dos corredores. Os quadros publicitários são metálicos e o nome da estação é inscrito na fonte Parisine em placas esmaltadas.

### Intermodalidade
A estação é servida pela linha 62 da rede de ônibus RATP.

## Cultura
Michel Houellebecq faz referência a esta estação em um poema intitulado "Station Boucicaut".